# Misa Cosmetic Products
Misa Cosmetic Products (рус. Ми́са Косме́тик Про́дактс) — американская компания, занимающаяся выпуском известных профессиональных лаков для ногтей, а также сопроводительной маникюрной линии и материалов по моделированию и дизайну ногтей. Головной офис компании находится в Фолкрофт, Пенсильвания, США.
Основана в 1996 году американским предпринимателем Брайаном Трэном.

## История
Брайан Трэн, основатель компании Misa Cosmetic Products, обладая деловой интуицией и стремлением к совершенству, сумел создать один из успешных в мире брендов профессиональной ногтевой косметики. Свой бизнес Брайан начал много лет назад, организовав дистрибьюторскую сеть профессиональной ногтевой продукции в Пенсильвании (Филадельфия, США). Его компания стала весьма популярной, а сам Брайан приобрел репутацию талантливого коммерсанта. К моменту, когда Брайан вошёл в косметический бизнес, рынок уже изобиловал лаками для ногтей. Но, несмотря на это обстоятельство, Брайана Трэна чрезвычайно заинтересовало именно это направление ногтевой косметики. К моменту открытия компании Misa Cosmetic Products Брайан Трэн точно представлял себе формулу успеха лакового бренда. Датой рождения Misa Cosmetic Products считается декабрь 1996 года, когда разработка уникальной формулы лака для ногтей завершилась, и Брайан был готов к запуску производства.

## О бренде
Брайану Трэну до сих пор задают вопрос - что означает слово "Misa", и до сих пор практически каждый месяц он получает новую трактовку этого названия из самых разных источников. "У меня уже целая коллекция трактовок и переводов слова "Misa", - делится Брайан Трэн. На самом деле, это слово абсолютно "синтетическое", не имеющее корней - это всего лишь удачный маркетинговый ход, в котором сочетается запоминаемость, лёгкость произношения и чтения на любом языке. "Когда я придумал это название, мне и в голову не могло прийти, что во многих языках найдется конкретная трактовка этого слова", - признается Брайан. С другой стороны, интерес к названию бренда пробуждает интерес к самому содержимому.

## О компании
Несмотря на то, что Брайан принимает участие чуть ли не в каждом этапе производства, он всегда с гордостью представляет своих сотрудников и утверждает, что без них компания не достигла бы высот славы. Одним из главных принципов работы и успеха он считает командный дух, который постоянно поддерживается в Misa Cosmetic Products.

## О продукции
Лаки для ногтей и средства по уходу за ногтями компании Misa Cosmetic Products не содержат толуол, формальдегид, дибутилфталат и камфору. В производстве лаков используются акриловые сополимеры и пластификаторы.